# 交響曲第6番 (シュポーア)
交響曲第6番 ト長調 作品116 「歴史的交響曲」(独: Sinfonie Nr.　6 'Historische Symphonie' op. 116) は、ドイツの作曲家ルイ・シュポーアが1839年に作曲した交響曲である。

## 概要
タイトルはバッハやヘンデルの時代からシュポーアがこの曲を作曲した当時 (1839年) までの音楽の歴史を交響曲で表した作品となっている。初演は1840年にロンドンで行われた。

## 編成
フルート2、オーボエ2、クラリネット2、ファゴット2、ホルン4、トランペット2、トロンボーン3、ティンパニ、トライアングル、スネアドラム、バスドラム、シンバル、弦5部

## 楽曲構成
全4楽章からなる。演奏時間は約25分から30分。
- 第1楽章 「バッハ=ヘンデルの時代 1720」Largo grave - Allegro moderato
- 第2楽章 「ハイドン=モーツァルトの時代 1780」Larghetto
- 第3楽章 「ベートーヴェンの時代 1810」Scherzo
- 第4楽章 「現代 1840」Presto